# Готические ворота (Царское Село)
Готи́ческие воро́та — декоративные ворота в Екатерининском парке Царского Села. Созданы в 1777—1780 годах по проекту Ю. М. Фельтена, взятому им из английского архитектурного увража. Для изготовления чугунных ворот в Санкт-Петербурге и Екатеринбурге было сделано несколько деревянных резных моделей, на основе которых детали сооружения были отлиты на Каменском казённом чугунолитейном заводе. По частям ворота были доставлены в Царское Село и собраны на месте.
Ворота, исполненные в стиле готики, характеризуются искусствоведами как выдающийся образец русского чугунного художественного литья XVIII века, свидетельствующий о высоком мастерстве русских литейщиков. Ажурная стрельчатая арка ворот покоится на двух опорных столбах, декорированных круглой скульптурой. Готические ворота — объект культурного наследия России федерального значения в категории памятников градостроительства и архитектуры.

## История

### Проект
Профессор И. Ф. Яковкин в первой половине XIX века относил появление чугунных Готических ворот в Екатерининском парке Царского Села к 1780 году. Генерал-майор С. Н. Вильчковский в начале XX века писал, что они изготовлены «по рисунку» архитектора Ю. М. Фельтена. По данным советского искусствоведа А. Н. Петрова, подобная информация встречается уже в памятной книжке Санкт-Петербургской губернии на 1868 год. Однако изучавший чугунное литьё Н. Н. Соболев на основании сходства царскосельских ворот с некоторыми готическими сооружениями в Александрии, в Петергофе, в середине XX века предполагал, что автором ворот может быть А. А. Менелас, а возведены они были в 1830-х годах.

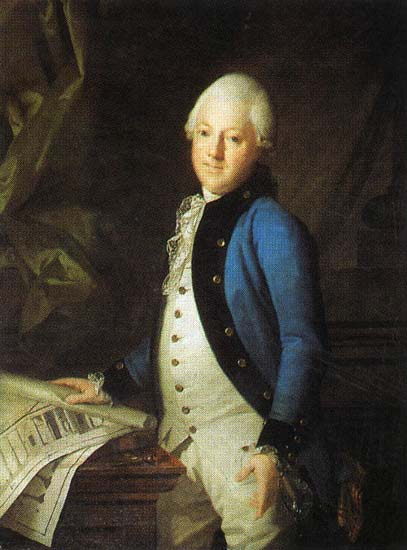
Ю. М. Фельтен. Портрет работы К. Л. Христинека, 1786

В действительности проект Готических ворот был предложен Юрием Фельтеном в 1777 году. С небольшими изменениями он был напрямую заимствован из архитектурного издания (увража) «Gothic Architecture Decorated», вышедшего в 1759 году в Лондоне за авторством некоего П. Деккера (почти все проекты в этой книге были скопированы из более ранних изданий, а имя автора увража, по мнению англо-американской исследовательницы А. Харрис, является вымышленным). Этот альбом был известен в России с 1760-х годов. Фельтен лишь заменил статуи рыцарей, присутствующие в декоре ворот, на женские фигуры в античном стиле. В 1834 году очеркист Я. И. Сабуров писал, что Готические ворота в царскосельском парке — «копия с Рейнских Императора Рудольфа Габсбургского».
В том же 1777 году президент Императорской Академии художеств, директор Канцелярии от строений и формальный начальник Уральской экспедиции по розыску, добыче и обработке цветных камней И. И. Бецкой написал на Урал надворному советнику Якову Рооде, руководившему работами экспедиции на месте (после смерти в 1774 году прежнего руководителя генерал-майора Я. И. Данненберга), о намерении Екатерины II поставить в Царском Селе литые ворота из чугуна. В ответ Рооде предложил, чтобы Берг-коллегия передала этот заказ на Каменский казённый чугунолитейный завод, работавший с мягким чугуном.

### Деревянные модели

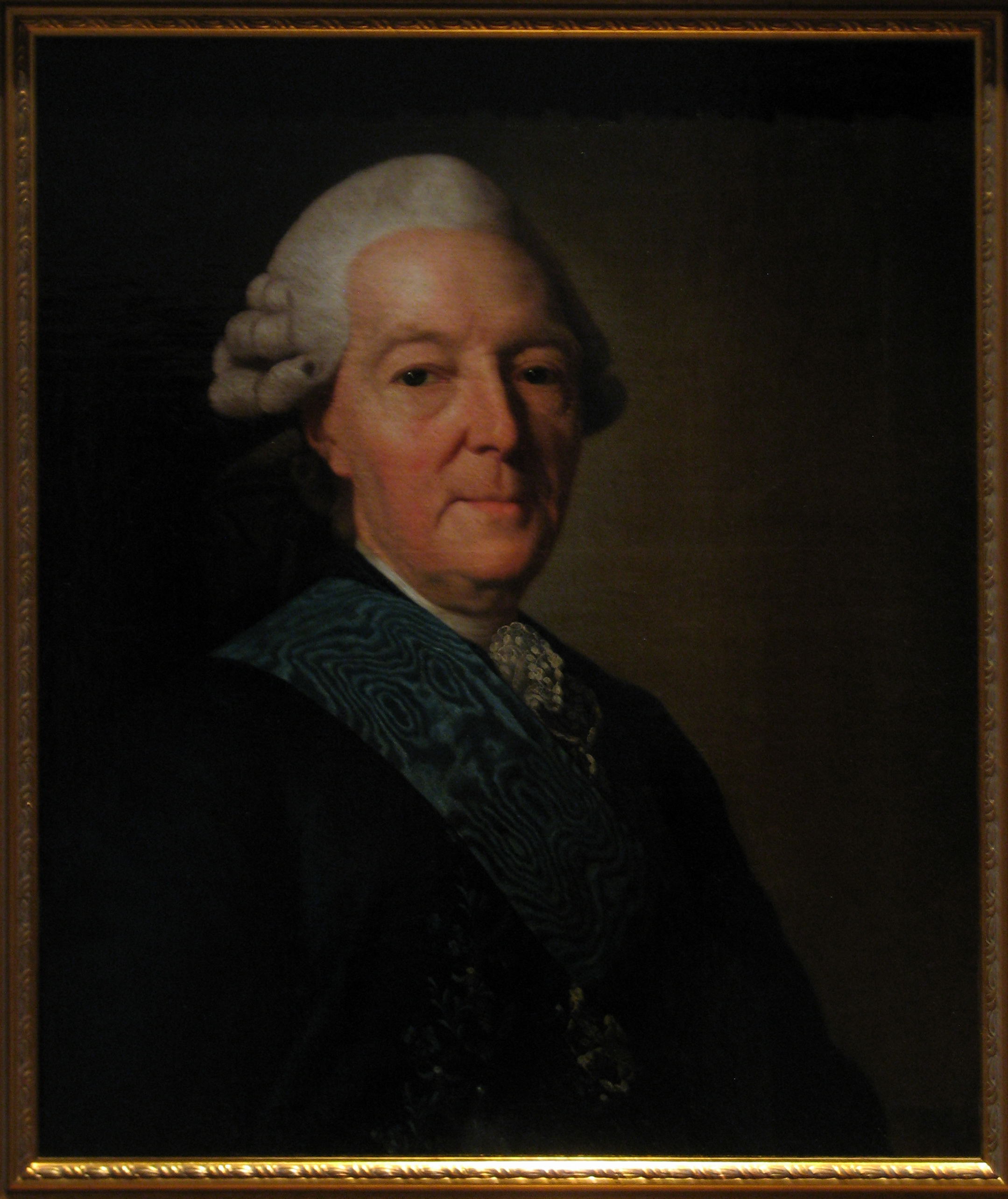
И. И. Бецкой. Копия неизвестного художника с портрета А. Рослина, 1770-е годы. ГИМ

Для последующей отливки сооружения в Санкт-Петербурге по проекту Фельтена была сделана большая резная деревянная модель ворот. По некоторым данным, в её изготовлении принимал участие скульптор и резчик по дереву И. Ф. Дункер. За эту работу Бецкой заплатил 750 рублей. На санях модель была перевезена на Урал и 17 января 1778 года прибыла в Екатеринбург. При осмотре оказалось, что по дороге она пострадала. Согласно отчёту сопровождавшего обоз сержанта экспедиции Карлукова, в пути имели место поломки саней, оглобель, ящиков с деталями модели (все расходы по устранению этих поломок нёс сам сержант, впоследствии Рооде возместил их).
В Петербург было сообщено о необходимости починки модели. Началом февраля датируется бумага Рооде на получение от Канцелярии Главного правления Сибирских, Казанских и Оренбургских заводов «лесных припасов»: «Для резного дела потребно кряжей липовых: если из всякой резьбы по одной штуке — 7 кряжей, на половинную резьбу — 10, а на всю резную работу — 20 кряжей и клею рыбьего два фунта». Кроме перечисленного, требовались ещё 43 сосновые доски и 2 бревна длиной по 6 м.
Исходя из объёма запрошенного материала, уральский краевед Е. И. Девиков предположил, что с самого начала Рооде рассматривал вариант создания нового деревянного прототипа, а не починки старого. Позже он обосновал это в письме Бецкому тем, что механизм креплений составных частей ворот, предложенный в петербургской модели, не подходит для готового сооружения из металла, так что он должен быть разработан заново.
Кроме новой модели в натуральную величину, Рооде, по сведениям Девикова, решил изготовить также и уменьшенный образец, который был нужен для отливки небольшой по размеру чугунной копии ворот — «в полтора аршина по масштабу против пропорции больших вышиною». Искусствовед Б. В. Павловский полагал, что эта копия делалась как демонстрация высокой пластичности каменского чугуна. Девиков посчитал, что она предназначалась стать подарком Бецкому (малые ворота «заслуживают быть в Академии художеств», как писал своему начальнику Рооде). Кроме того, уменьшенная деревянная модель могла иметь обучающее назначение при рассмотрении процессов формовки, литья и отделки деталей ворот.
Из числа местных специалистов, предположительно участвовавших в создании моделей, известны подмастерье мехового дела столяр Е. Зубрицкий из Екатеринбурга, архитекторский помощник скульптор М. Горяинов и ученик каменотёсного дела В. Пылаев с Горнощитского мраморного завода. В течение месяца в Екатеринбурге на основе присланной из Петербурга модели были изготовлены два новых деревянных образца. По данным А. Н. Петрова, в ноябре 1778 года деревянный прототип Готических ворот был передан на хранение в Академию художеств.

### Отливка и установка

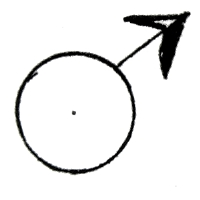
Клеймо Каменского чугунолитейного завода, 1735

В первых числах марта 1778 года обоз из 15 подвод с деталями новых моделей ворот под командой М. Горяинова прибыл на Каменский завод. В течение двух недель подготовкой к формовочным операциям (сборка моделей, ремонт их возможных повреждений или замена отдельных узлов) занимался Е. Зубрицкий. После того, как были готовы первые формы для отливок, он покинул завод (деньги на обратный проезд выделены 20 марта). 26 марта Рооде сообщил в Петербург о начале заливки форм.
После отъезда Зубрицкого обслуживание моделей осуществлял В. Пылаев, пока не отбыл обратно в Екатеринбург 21 мая 1778 года. Согласно майскому докладу Рооде, к тому моменту почти все элементы ворот были отлиты. Литьё статуй планировалось осуществить в июне. По некоторым данным, здесь возникли определённые трудности, так как требовалась более тщательная формовка, в отличие от плоских отливок, — сложностей добавляли складки одежды, особенности позитуры скульптур. Наблюдал за работами обер-гиттенфервальтер Н. Ломаев.
Окончательную обработку готового изделия осуществили чеканщик Т. Хмелёв с помощниками Д. Пушкиным и Е. Суздальцевым, прибывшие с Берёзовского завода. Отправку Готических ворот с Каменского завода в Царское Село в разобранном виде организовывал архитекторский помощник Н. Яковлев. Общий вес груза составил 1733 пуда (около 28 386,5 кг). С завода на пристань на реке Чусовой его везли 120 лошадей. В некоторых источниках приводится история, что по пути с Урала одна из чугунных женских фигур, предназначенных для установки на воротах, пропала, так как была захвачена участниками восстания Емельяна Пугачёва, принявшими её, в упакованном виде, за пушку. В действительности события восстания происходили в 1773—1775 годах и завершились за несколько лет до того, как эти изваяния были готовы.
В 1779 году «позадь Большого пруда, в аглицком саду» Екатерининского парка были вырыты рвы и заложены фундаменты ворот. В 1780 году в Царское Село были, наконец, доставлены чугунные отливки, сделанные на Урале, общим весом в 25,5 тонн. В течение лета этого года 13 рабочих собрали и установили ворота под наблюдением архитектора И. В. Неелова и самого Я. Ф. Рооде (указом от 3 марта 1779 года он был переведён из Екатеринбурга в Петергоф, где возглавил Петергофскую гранильную фабрику, именовавшуюся тогда «мельницей»). Уменьшенная копия Готических ворот, по утверждению Е. И. Девикова, была подарена И. И. Бецкому.
Изделие Каменского казённого завода, установленное в Екатерининском парке, называют первым или одним из первых в России архитектурных сооружений из чугуна. В годы Великой Отечественной войны некоторые детали постройки были утрачены. По состоянию на первую половину 1960-х годов некоторым элементам требовалась реставрация. В 2001 году Правительство России наделило Готические ворота статусом объекта исторического и культурного наследия федерального значения.

## Описание

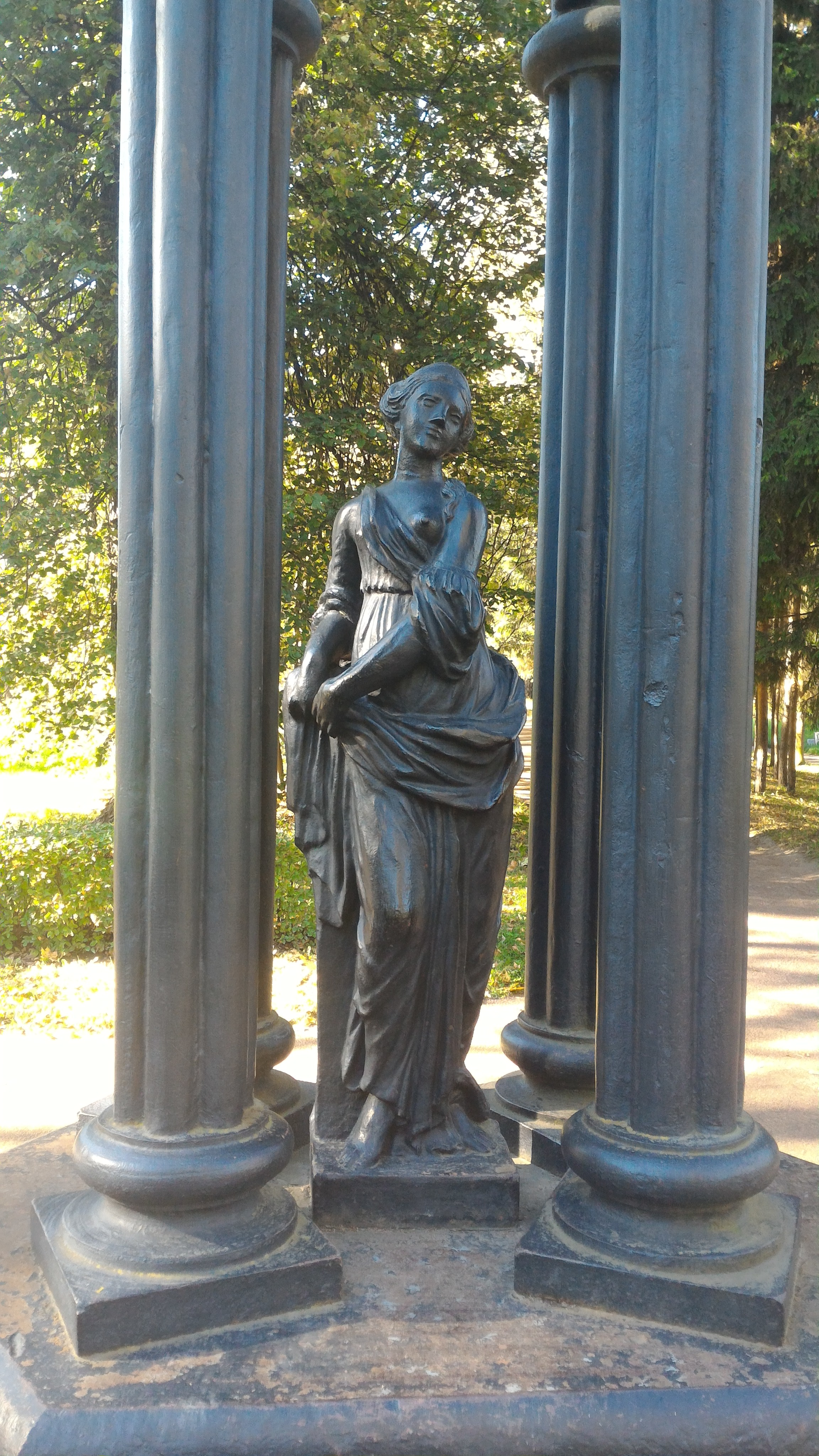
Женская статуя у основания опорного столба ворот

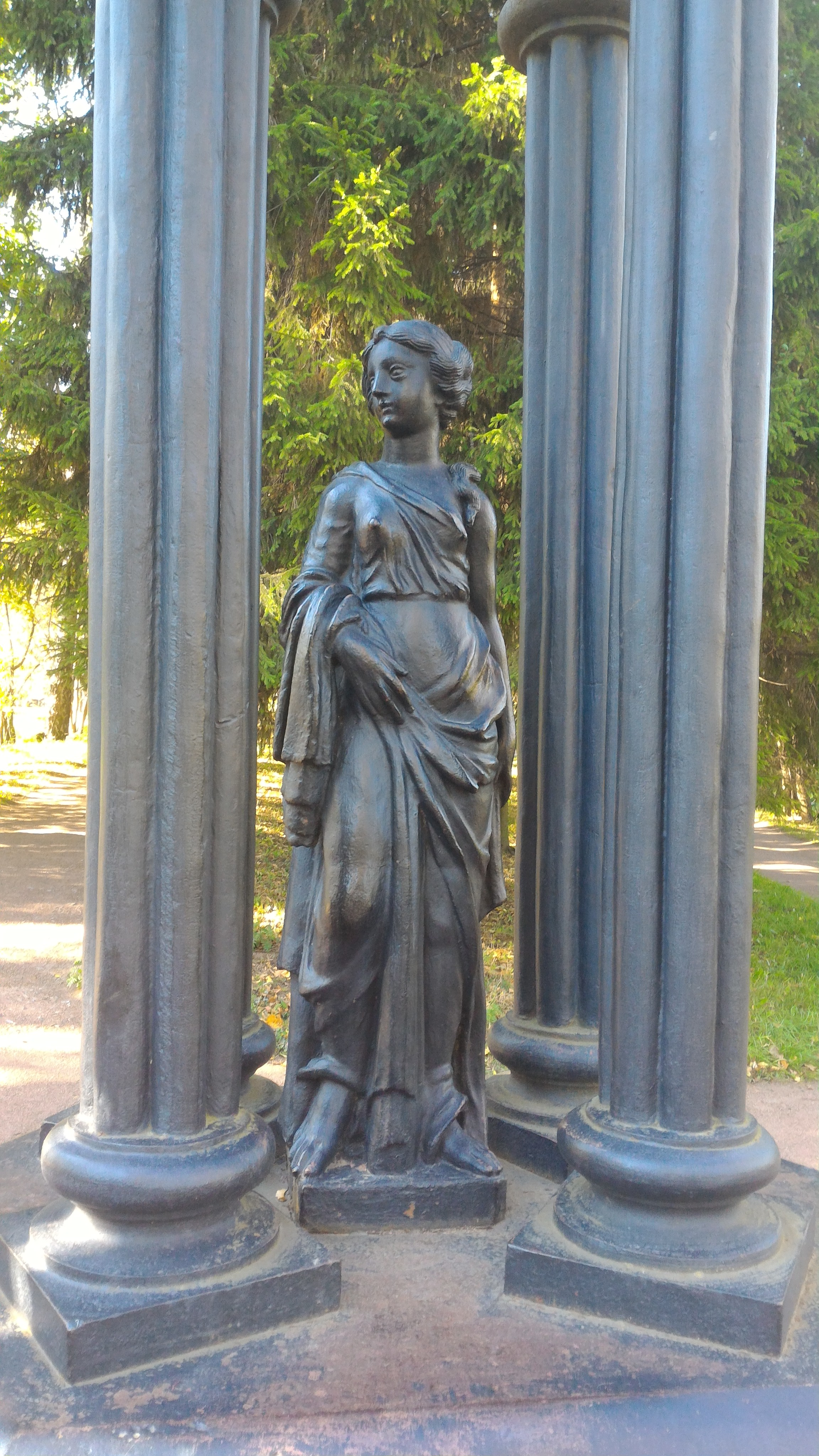
Женская статуя у основания опорного столба ворот

Ворота поставлены в южной части Екатерининского парка, за Большим прудом (ближе к Лебяжьим прудам). Они стоят недалеко от Сахарной горки, в самом начале подъёма, ведущего на искусственный земляной холм, насыпанный рядом с Башней-руиной. Через створ ворот проходит аллея, идущая к вершине Башни от Адмиралтейства.
Высота сооружения составляет 12 м, ширина — около 7 м. Основными конструктивными элементами являются два опорных столба из четырёх стоек на шестигранных основаниях и стрельчатая арка между ними. Шестигранные пьедесталы имеют филёнки (продольные — с рельефным рисунком, поперечные — без него). Каждая из стоек представляет собой пучок колонн (в сечении имеет форму шестилистника) с перехватами, как бы надетыми на него. Столбы завершаются пинаклями с четырьмя фиалами, которые декорированы краббами. Между стоек столбов — стрельчатые арки, нижний край которых повторяет очертания трилистника. Как бы внутри столбов устроены импровизированные фиалы с краббами.
Лёгкая, прозрачная готическая арка ажурного рисунка над створом ворот снабжена стилизованными пинаклями, волютами, краббами. Чугунный узор на вершине арки таков, что образует своего рода корону, венчающую сооружение. Между шестичастными колонками внизу и в пинаклях наверху (что делает последние табернаклями) установлена круглая скульптура.
Качество исполнения ворот явилось свидетельством высокого уровня развития российской промышленности и мастерства русских литейщиков. Б. В. Павловский отмечал, что в одном произведении удалось успешно использовать чугун для создания различных пластических форм. Это плоские плиты с простым рисунком невысокого рельефа, круглые колонны с базами, узор арки, напоминающий кружево, круглые статуи. Готические ворота, таким образом, сочетают в себе сдержанность, характерную для монументального искусства, с достаточной проработанностью. Лёгкие по конструкции, они вписываются в пейзаж, выступая не столько в роли определяющего архитектурного элемента, сколько в роли декорации.
Готические ворота оцениваются исследователями как интересный и примечательный образец русского чугунного литья XVIII века. А. Н. Петров ставит их в один ряд с другими воротами в дворцовых и усадебных парках, также исполненными в стиле готики. Это Фигурные ворота в Царицыне и ворота усадьбы Михалково в Москве, созданные В. И. Баженовым, а также ворота в усадьбе Тайцы авторства И. Е. Старова. В Екатерининском парке искусствовед выделяет единый комплекс памятников чугунного художественного литья XVIII—XIX веков, в рамках которого Готические ворота являются одним из наиболее значительных произведений, наряду с Чугунной беседкой, воротами «Любезным моим сослуживцам» и Кадетскими воротами.